# Gandolf Kuenburg

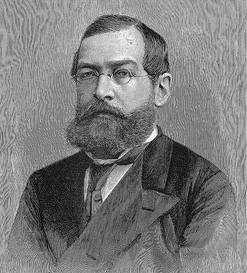
Gandolf Kuenburg

Gandolf Kuenburg, auch Gandolph von Kuenburg oder Gandolph Graf (von) Kuenburg (* 12. Mai 1841 in Prag, Böhmen; † 2. März 1921 in Salzburg) war Jurist und Abgeordneter zum Österreichischen Abgeordnetenhaus.

## Leben
Gandolf Kuenburg war Sohn des Oberlandesgerichtsrats und Gutsbesitzers Amand Graf Kuenburg († 1886). Von 1851 bis 1854 ging er auf ein Gymnasium in Troppau (Schlesien) und von 1854 bis 1859 in Brünn (Mähren). Danach studierte er Rechtswissenschaft an den Universitäten Wien (von 1859 bis 1860 und von 1862 bis 1863) und Prag (von 1860 bis 1862). Im Jahr 1865 promovierte er zum Dr. iur. in Krakau (Galizien). Er wurde im Oktober 1863 Konzeptskandidat, im Dezember 1863 Konzeptspraktikant an der niederösterreichischen Finanzprokuratur in Wien und wechselte 1866 in den Justizdienst als Auskultant am Landesgericht Wien. Im Jahr 1869 wurde er dem Landesgericht Salzburg zugewiesen, wo er 1870 Adjunkt wurde. Ab 1873 war er am Landesgericht Linz, ab 1877 Staatsanwalts-Substitut in Wels, ab 1879 wieder in Linz und ab 1882 war er Landesgerichtsrat in Linz. Vom 23. Dezember 1891 bis zum 8. Dezember 1892 war er Minister ohne Portefeuille im Kabinett Taaffe und ab Dezember 1892 Senatspräsident am Obersten Gerichtshof. Im Jahr 1898 ging er in den Ruhestand.
Er war von 1890 bis 1892 Mitglied des Ausschusses des Deutschen Vereins für Oberösterreich. Von 1891 bis 1907 war er Präsident des Museums Francisco Carolinum in Linz und von 1899 bis 1911 der Internationalen Stiftung Mozarteum in Salzburg. Er wurde auch zum Ehrenpräsidenten dieser Stiftung ernannt. Weiters war er Ritter des Ordens der Eisernen Krone I. Klasse.
Gandolf Kuenburg war ab dem 4. September 1874 Mitglied im Oberösterreichischen Landtag (V., VI. und VII. Wahlperiode), als Abgeordneter des Großgrundbesitzes (Verfassungstreuer Großgrundbesitz).
Er starb am 2. März 1921 im Alter von 79 Jahren an einer Myodegeneratio cordis (eine veraltete Bezeichnung für eine nicht entzündliche Herzkrankheit).
Er war römisch-katholisch und ab 1869 verheiratet mit Adelheid Gräfin Saint-Julien († 1908), mit der er drei Töchter und einen Sohn hatte. Der Sohn ist im Jahr 1915 nach einer schweren Verwundung verstorben. Sein Schwager war Klemens Graf Saint Julien (1845–1908), der von 1897 bis 1908 Landespräsident von Salzburg war.

## Politische Funktionen
Gandolf Kuenburg war vom 25. Januar 1888 bis zum 22. Januar 1897 Abgeordneter des Abgeordnetenhauses im Reichsrat (VII. und VIII. Legislaturperiode) und war dort für die Kurie Oberösterreich, Städte 1 (Linz, Urfahr, Ottensheim, Gallneukirchen) zuständig. Er war der Nachfolger des aus Gesundheitsgründen zurückgetretenen Moritz Ritter von Eigner.

## Klubmitgliedschaften
Gandolf Kuenburg war im Jahr 1888 Mitglied im Deutschösterreichischen Klub. Ab dem 6. November 1888 war er bei den Vereinigten Deutschen Linken, bei denen er ab dem 22. März 1893 Mitglied des Vorstands, ab dem 23. November 1893 Obmann-Stellvertreter und ab dem 15. November 1894 wieder Mitglied des Vorstands gewesen ist. Vom Februar bis zum 16. Juni 1895 und ab dem 18. Juli 1895 war er auch deren Obmann.
Am 24. März 1897 wurde er auf Lebenszeit Mitglied des Herrenhauses und gehörte dort der Verfassungspartei an.